# ヨルムンガンド

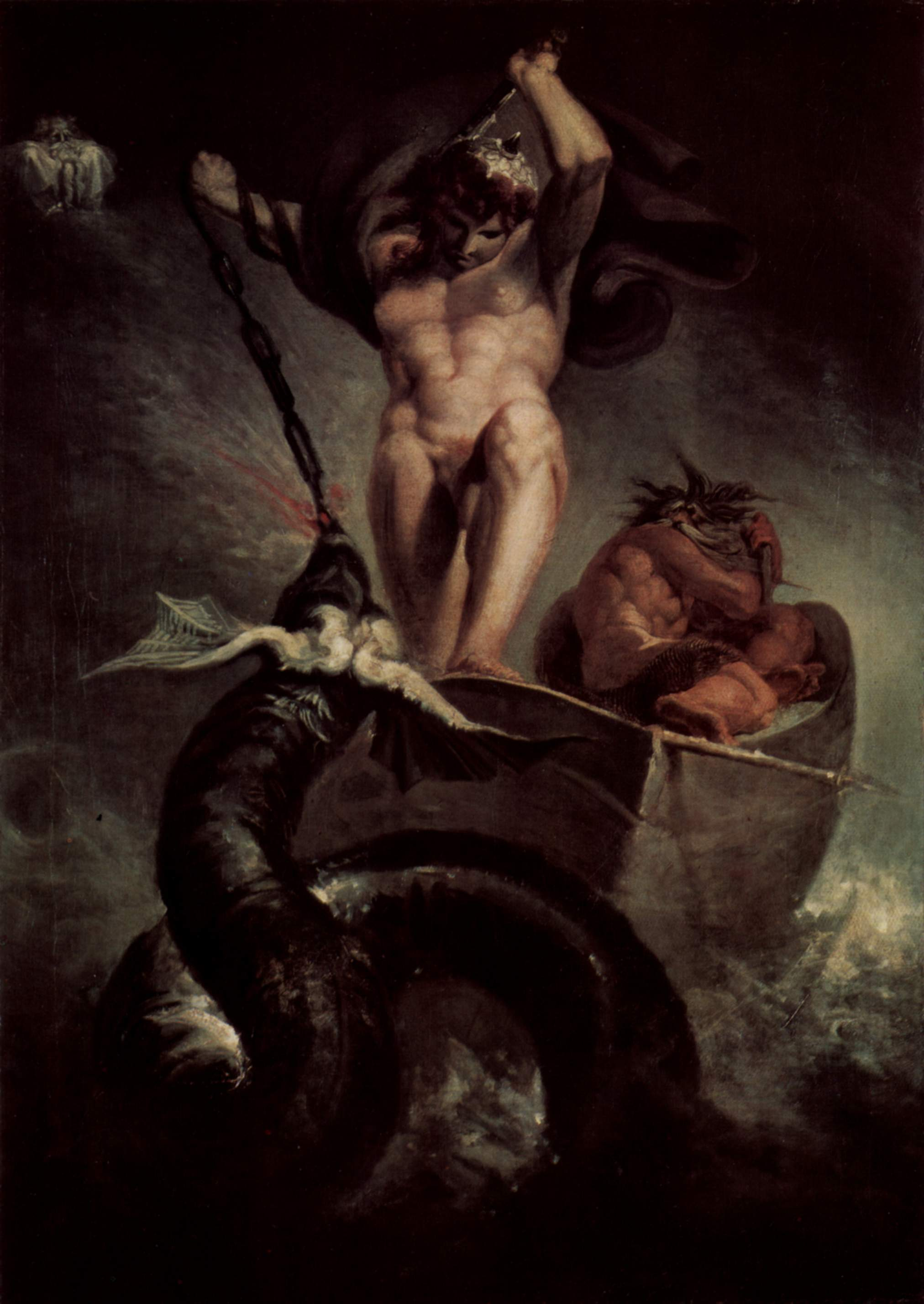
ヨハン・ハインリヒ・フュースリーによって描かれた、釣り上げたヨルムンガンドをミョルニルで斃そうとするトール。

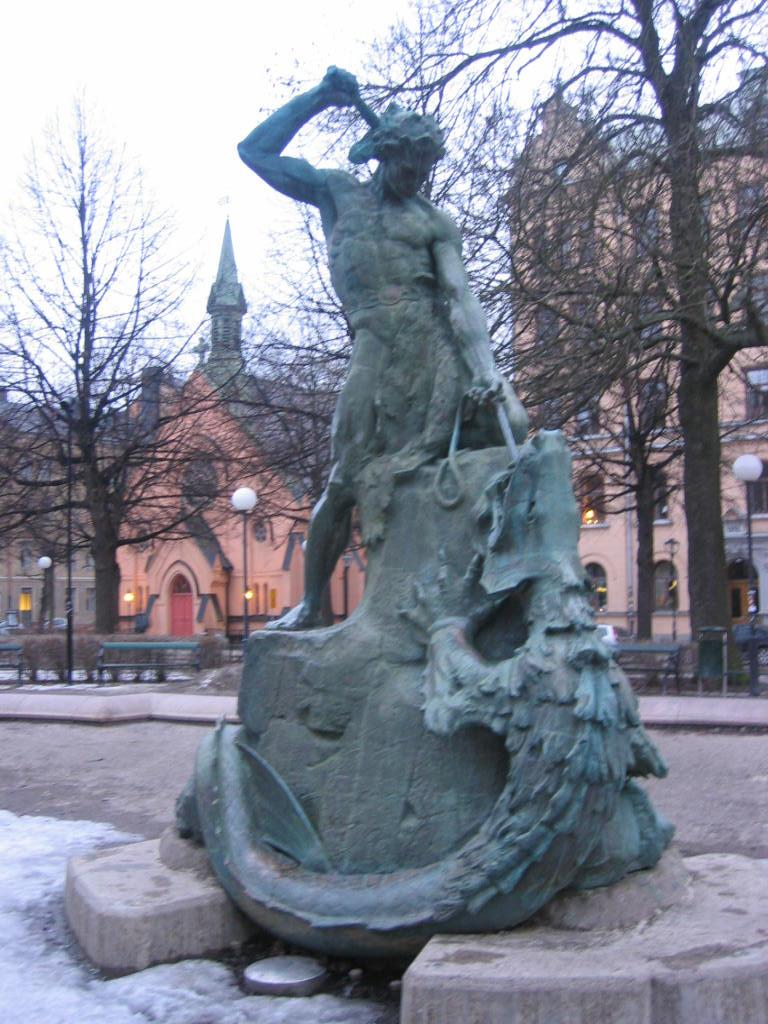
スウェーデンのストックホルム、セーデルマルム(Södermalm)にある、ヨルムンガンドとトールの像。

ヨルムンガンド（古ノルド語: Jörmungandr）は、北欧神話に登場する毒を持つ大蛇の幻獣。その名は「大いなるガンド（精霊）」を意味する。ロキが巨人アングルボザとの間にもうけた、またはその心臓を食べて産んだ3体（フェンリル・ヨルムンガンド・ヘル）のうちの1体。日本語訳では、ユルムンガンド、イオルムンガンドルなどがみられる。他の呼称としては、ミドガルズオルム（古ノルド語: Miðgarðsormur。綴りは他にMidgardsormrも）、ミズガルズの大蛇、ミッドガルド大蛇、ミッドガルド蛇、世界蛇などがある。

## 解説
『スノッリのエッダ』第一部『ギュルヴィたぶらかし』第34章によると、ヨルムンガンドら子供達が、いずれ神々の脅威になることを予見した死神オーディンが、ヨトゥンヘイムで育てられていたヨルムンガンドを連れてこさせ、ミズガルズの海に捨てた。しかし、ヨルムンガンドは海の底に横たわったまま、ミズガルズを取り巻き、さらに自分の尾をくわえるほど巨大な姿に成長した。
『古エッダ』の『ヒュミルの歌』第22-24節および『ギュルヴィたぶらかし』第48章の伝えるところでは、雷神トールが巨人のヒュミルとともに、船で釣りに出た際にヨルムンガンドを釣り上げ、ミョルニルで殺そうとした。しかし、『ギュルヴィたぶらかし』では、船が沈むことを恐れたヒュミルが、釣り糸を切ってしまったため、海中に逃がしてしまった。『ヒュミルの歌』においても、ヨルムンガンドは頭部に一撃を受けながらも海中に逃れている。
また、『ギュルヴィたぶらかし』第46章で語られる、トールが巨人の王ウートガルザ・ロキの宮殿を訪れた際のエピソードでは、「猫を持ち上げて床から脚を離してみせよ」と言われたトールが猫の胴を高々と持ち上げたものの、床から離すことができなかった。実は猫は、ウートガルザ・ロキの幻術によって猫の姿に見えていたヨルムンガンドであった。
『ギュルヴィたぶらかし』第51章では、ラグナロクが到来するとき、ヨルムンガンドが海から陸に上がり、その際に大量の海水が陸を洗う様子が語られる。また同章および『古エッダ』の『巫女の予言』ではヨルムンガンドとトールの戦いが語られる。トールはミョルニルを3度投げつけ、ヨルムンガンドを殺害するが、ヨルムンガンドはトールに毒を吹き掛けて、トールを殺した。決着は相討ちという形で終わることになる。

## 脚注

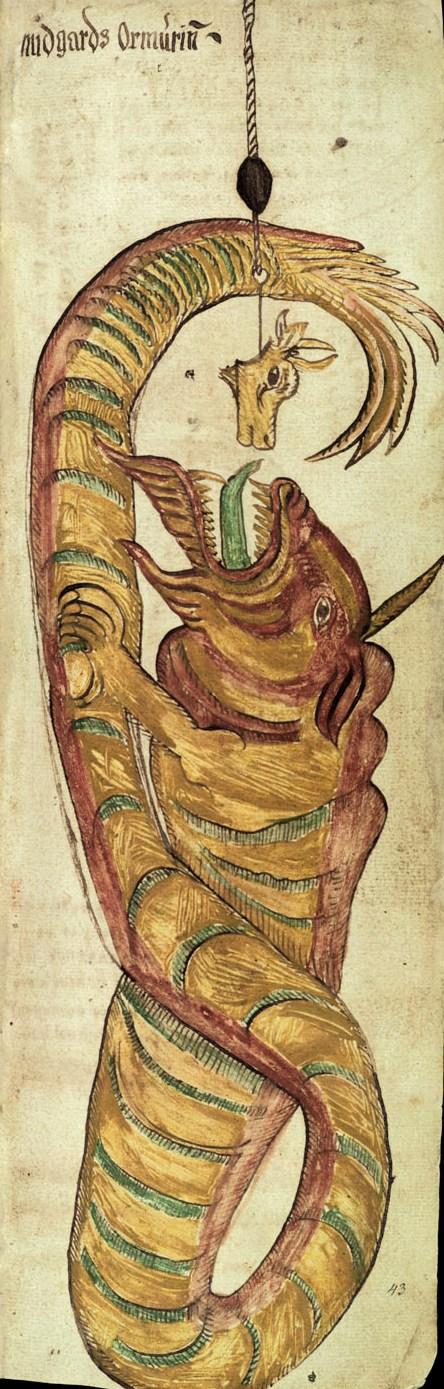
17世紀の写本『AM 738 4to』に描かれたヨルムンガンド。